# Wereldbeker schaatsen 2021/2022
De Wereldbeker schaatsen 2021/2022 (officieel: ISU World Cup Speed Skating 2021/22) was een internationale schaatscompetitie verspreid over het schaatsseizoen 2021-2022. De wereldbeker schaatsen wordt georganiseerd door de Internationale Schaatsunie (ISU).
Er waren dit seizoen vijf wereldbekerweekenden. Een minder dan de meeste jaren, maar drie meer dan het door de coronapandemie ingekorte vorige seizoen. De eerste wedstrijd vond plaats van 12 t/m 14 november 2021 in Tomaszów Mazowiecki en de finale was op 12 en 13 maart in Heerenveen.
Op basis van de eerste vier wereldbekerwedstrijden worden de startquota verdeeld voor de diverse grote kampioenschappen later in het seizoen, te weten de Olympische Winterspelen 2022, de Europese kampioenschappen schaatsen 2022, de Viercontinentenkampioenschappen schaatsen 2022, de wereldkampioenschappen schaatsen sprint 2022 en de wereldkampioenschappen schaatsen allround 2022.

## Kalender
| Plaats                            | Datum               | 500m | 1000m | 1500m | 3k/5k | 5k/10k | Massastart | Teamsprint | Achtervolging | Details           |
| --------------------------------- | ------------------- | ---- | ----- | ----- | ----- | ------ | ---------- | ---------- | ------------- | ----------------- |
| Ice Arena, Tomaszów Mazowiecki    | 12–14 november 2021 | 2x   | 1x    | 1x    | 1x    |        | 1x         |            | 1x            | Wereldbeker 1     |
| Sørmarka Arena, Stavanger         | 19–21 november 2021 | 2x   | 1x    | 1x    |       | 1x     |            | 1x         |               | Wereldbeker 2     |
| Utah Olympic Oval, Salt Lake City | 3–5 december 2021   | 2x   | 1x    | 1x    | 1x    |        | 1x         |            | 1x            | Wereldbeker 3     |
| Olympic Oval, Calgary             | 10–12 december 2021 | 2x   | 1x    | 1x    | 1x    |        | 1x         |            | 1x            | Wereldbeker 4     |
| Thialf, Heerenveen                | 12–13 maart 2022    | 2x   | 1x    | 1x    | 1x    |        | 1x         |            |               | Wereldbekerfinale |
| Totaal                            | Totaal              | 10x  | 5x    | 5x    | 4x    | 1x     | 4x         | 1x         | 3x            |                   |

## Eindpodia

### Mannen
| Afstand       | 1e                | 2e                | 3e               |
| ------------- | ----------------- | ----------------- | ---------------- |
| 500 m         | Laurent Dubreuil  | Tatsuya Shinhama  | Wataru Morishige |
| 1000 m        | Thomas Krol       | Kjeld Nuis        | Hein Otterspeer  |
| 1500 m        | Joey Mantia       | Connor Howe       | Kjeld Nuis       |
| 5 en 10 km    | Nils van der Poel | Davide Ghiotto    | Ted-Jan Bloemen  |
| Massastart    | Bart Swings       | Andrea Giovannini | Roeslan Zacharov |
| Teamsprint    | China             | Noorwegen         | Polen            |
| Achtervolging | Verenigde Staten  | Noorwegen         | Canada           |

### Vrouwen
| Afstand       | 1e                     | 2e             | 3e                     |
| ------------- | ---------------------- | -------------- | ---------------------- |
| 500 m         | Erin Jackson           | Nao Kodaira    | Kaja Ziomek            |
| 1000 m        | Brittany Bowe          | Miho Takagi    | Nao Kodaira            |
| 1500 m        | Miho Takagi            | Brittany Bowe  | Ayano Sato             |
| 3 en 5 km     | Irene Schouten         | Ragne Wiklund  | Francesca Lollobrigida |
| Massastart    | Francesca Lollobrigida | Ivanie Blondin | Irene Schouten         |
| Teamsprint    | Polen                  | Canada         | China                  |
| Achtervolging | Canada                 | Japan          | Nederland              |

## Limiettijden
Om te mogen starten in de wereldbeker schaatsen 2021/2022 moesten de schaatsers na 1 juli 2019 aan de volgende limiettijden hebben voldaan. Voor deelname aan de ploegenachtervolging, teamsprint of massastart volstond het rijden van een van deze limiettijden (om het even welke). Voor de drie snelle hooglandbanen Salt Lake City, Calgary en Ürümqi geldt een scherpere limiet.
| Geslacht | 500m  | 1000m   | 1500m   | 3000m   | 5000m                          | 10.000m                         |
| -------- | ----- | ------- | ------- | ------- | ------------------------------ | ------------------------------- |
| Mannen   | 35,70 | 1.11,00 | 1.49,00 | –       | 6.40,00                        | 13.30,00 of 6.28,00 op de 5000m |
| Vrouwen  | 39,50 | 1.19,00 | 2.00,50 | 4.19,00 | 7.23,00 of 4.11,00 op de 3000m | –                               |

| Geslacht | 500m  | 1000m   | 1500m   | 3000m   | 5000m                          | 10.000m                         |
| -------- | ----- | ------- | ------- | ------- | ------------------------------ | ------------------------------- |
| Mannen   | 36,20 | 1.12,00 | 1.50,50 | –       | 6.45,00                        | 13.40,00 of 6.33,00 op de 5000m |
| Vrouwen  | 40,00 | 1.20,00 | 2.02,00 | 4.22,00 | 7.33,00 of 4.14,00 op de 3000m | –                               |

Voor de ploegenachtervolging en massastart mag één schaatser worden ingeschreven die niet aan een van bovenstaande kwalificatietijden heeft voldaan, voor deze schaatsers geldt een versoepelde limiet van 1.59,00 (mannen) of 2.11,50 (vrouwen) op de 1500 meter. Schaatsers die voldaan hebben aan de limiet voor een van de beide sprintafstanden (500m óf 1000m) mogen ook op de andere sprintafstand starten en datzelfde geldt voor de allroundafstanden (1500m en 3000m vrouwen c.q. 5000m mannen); dit met een maximum van één uitzondering per land per afstand.